# Tatjana Lioznova
Tatjana Lioznova (russisk: Татьяна Михайловна Лиознов) (født 20. juli 1924 i Moskva i Sovjetunionen, død 29. september 2011 i Moskva i Rusland) var en sovjetisk filminstruktør.

## Filmografi
- Jevdokija (Евдокия, 1961)[1][2]
- Im pokorjajetsja nebo (Им покоряется небо, 1963)
- Rano utrom (Рано утром, 1965)
- Tri topolja na Pljusjjikhe (Три тополя на Плющихе, 1967)
- Semnadtsat mgnovenij vesny (Семнадцать мгновений весны, 1973)
- Karnaval (Карнавал, 1981)